# Шуанфу
Шуанфу (кит. упр. 双斧, пиньинь shuāng fǔ, буквально: «парные топоры») — китайское холодное оружие.

## Описание
В классическом варианте — парные топоры с лезвиями полукруглой формы. Обух может дополняться крюком, а рукоять завершаться остриём или лезвием.

## В искусстве
- Шуанфу являются любимым оружием Ли Куя, персонажа романа Речные заводи Ши Найнаня. В честь него также названа одна из школ боя на шуанфу.